# Londoner Konferenz (Sommer 1945)

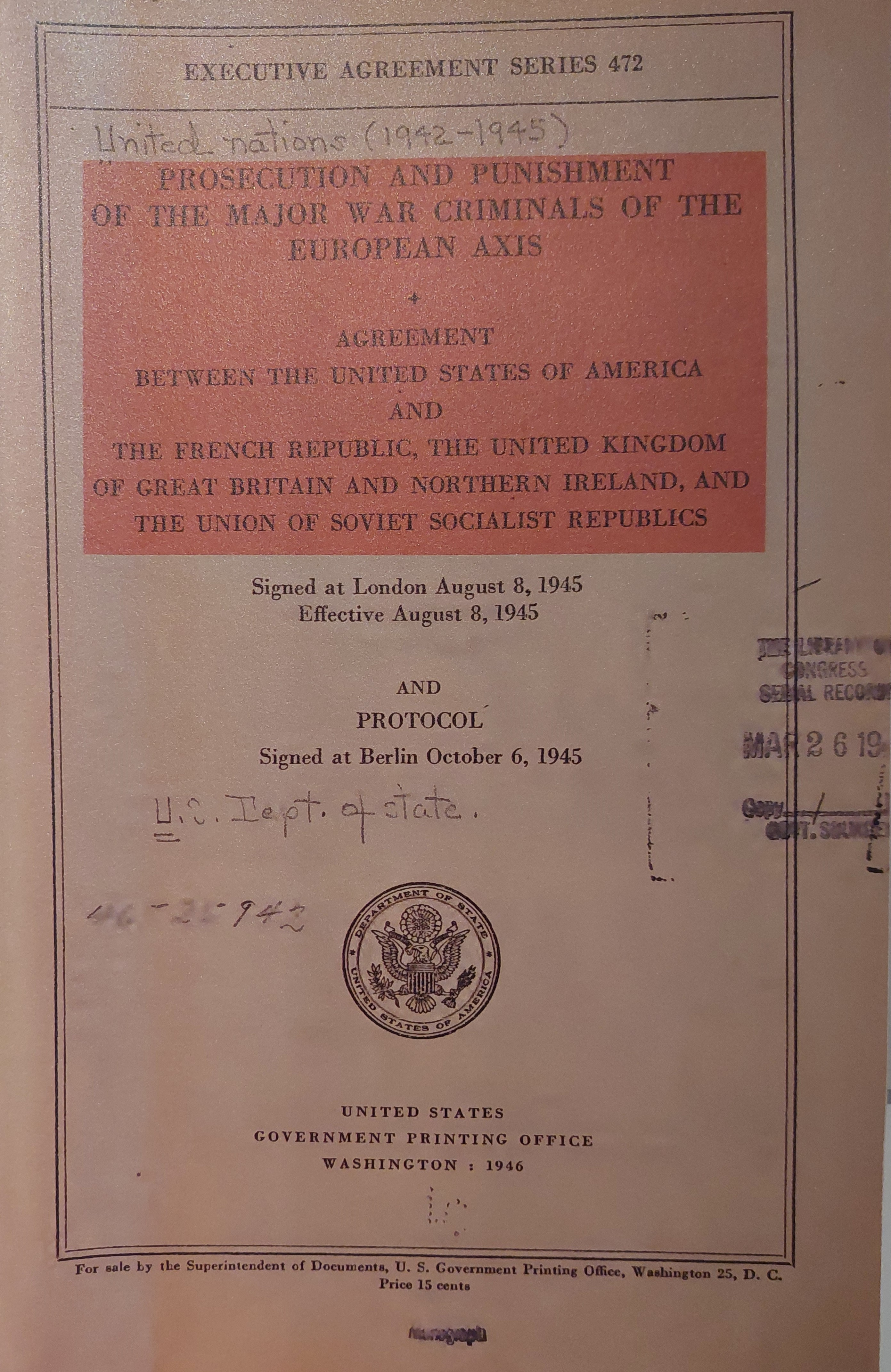
Prosecution and Punishment (US-amerikanische Ausgabe 1946)

Die Londoner Konferenz vom 26. Juni bis zum 8. August 1945 nach dem Ende des Zweiten Weltkrieges in Europa diente der Vorbereitung des Nürnberger Prozesses gegen die Hauptkriegsverbrecher des nationalsozialistischen Deutschen Reiches. Das internationale Militärtribunal wurde in dieser auch als Londoner Viermächtekonferenz titulierten Tagung der Vertreter der Regierungen von Großbritannien, Frankreich, der Sowjetunion und den USA konzipiert und das weitere gemeinsame Vorgehen im Londoner Statut (The Nuremberg Charter) festgelegt, die von Robert Falco (F), Robert H. Jackson (USA), Sir William Jowitt als Nachfolger von Sir David Maxwell Fyfe (GB), Iona Timofejewitsch Nikittschenko (UdSSR) und anderen Teilnehmern im August 1945 unterzeichnet wurde.